# Argyrodes bandanus
Argyrodes bandanus är en spindelart som beskrevs av Embrik Strand 1911. Argyrodes bandanus ingår i släktet Argyrodes och familjen klotspindlar. Inga underarter finns listade i Catalogue of Life.